# Logika kierunkowa
Logika kierunkowa – logika wielowartościowa stworzona przez Leonarda Rogowskiego. Powstała ona w celu opisania dialektyki G.W. Hegla. Rogowski wykazał przy użyciu logiki kierunkowej, że system Hegla nie jest sprzeczny. 